# Weinmannia croftii
Weinmannia croftii är en tvåhjärtbladig växtart som beskrevs av H.C. Hopkins. Weinmannia croftii ingår i släktet Weinmannia och familjen Cunoniaceae. Inga underarter finns listade i Catalogue of Life.